# Ґрудзелець
Ґрудзелець (пол. Grudzielec) — село в Польщі, у гміні Рашкув Островського повіту Великопольського воєводства.
Населення — 537 осіб (2011).

## Демографія
Демографічна структура станом на 31 березня 2011 року:
|          | Загалом | Допрацездатний вік | Працездатний вік | Постпрацездатний вік |
| -------- | ------- | ------------------ | ---------------- | -------------------- |
| Чоловіки | 266     | 56                 | 182              | 28                   |
| Жінки    | 271     | 61                 | 150              | 60                   |
| Разом    | 537     | 117                | 332              | 88                   |